# Сейсмічність Ісландії
Сейсмічність Ісландії — характеризується помірною інтенсивністю.

## Загальна характеристика
Ісландія лежить на дивергентній межі між Євразійською та Північноамериканською плитами та одночасно над гарячою точкою Ісландського плюму. Вважається, що саме плюм спричинив утворення самої Ісландії. Острів вперше з’явився над поверхнею океану приблизно 16–18 млн років тому.
Таким чином, Ісландія розташована над Серединно-Атлантичним хребтом і є гарячою сейсмічною та вулканічною точкою, оскільки дві плити рухаються у протилежних напрямках. Більшість сейсмічних вогнищ характеризуються нечастими 4-5 бальними землетрусами.

## Землетруси XXI століття

### 2014
7 жовтня в Ісландії стався помірний (за шкалою інтенсивності МSK-64) землетрус магнітудою 5,3 балів (за шкалою Ріхтера). За даними Геологічної служби США (USGS), епіцентр землетрусу знаходився за 239 км на північний схід від столиці країни міста Рейк’явіка. Гіпоцентр землетрусу залягав на глибині 10 км.

### 2020
21 жовтня в Ісландії стався помірний (за шкалою інтенсивності МSK-64) землетрус магнітудою 5,5 балів (за шкалою Ріхтера). Він відчувався в місті Рейк’явіку, про що свідчать повідомлення ЗМІ.

### 2021
14 березня, за 27 км на північний захід від міста Рейк’явіка, зафіксовано помірний (за шкалою інтенсивності МSK-64) землетрус магнітудою 5,5 балів (за шкалою Ріхтера). За даними Геологічної служби США (USGS) магнітуда землетрусу складала 5,3 балів (за шкалою Ріхтера). Американські сейсмологи також повідомили про попередній підземний поштовх магнітудою 4,5 балів (за шкалою Ріхтера) приблизно за 8-9 км на південь від столиці Ісландії.
Станом на 17 березня, в Ісландії за останні три тижні зареєстрували більше як 50 тисяч землетрусів. Декілька з них були помірними (за шкалою інтенсивності МSK-64), магнітудою понад 5,0 балів (за шкалою Ріхтера).
11 листопада, після 1 години дня (за місцевим часом), на півдні Ісландії зафіксовано помірний (за шкалою інтенсивності МSK-64) землетрус, магнітуда якого становила 5,2 балів (за шкалою Ріхтера). Епіцентр землетрусу знаходився на південний схід від столиці міста Рейк’явіка, поруч з вулканом Гекла.

### 2023
10 липня, на півострові Рейк'янес, неподалік від міста Рейк’явіка, після декількох днів сейсмічної активності почалося виверження вулкана. Згідно повідомлення Iceland Monitor, за тиждень до цього, з району виверження надходили повідомлення про значний підйом ґрунту у багатьох місцях. Наступного дня, в регіоні відбулася низка землетрусів. Відтоді кількість підземних поштовхів зросла до тисяч, багато з яких перевищували 4,0 балів (за шкалою Ріхтера), а деякі перевищували 5,0 балів (за шкалою Ріхтера).
25 жовтня, о 08:18 (за місцевим часом), на північ від ісландського міста Гріндавік, що на півострові Рейк’янес, було зафіксовано підземні поштовхи силою 4,5 балів (за шкалою Ріхтера). Поштовхи стались після іншого землетрусу магнітудою 3,9 балів (за шкалою Ріхтера), який почали фіксувати на півострові після опівночі 24 жовтня, зокрема біля гори вулканічного походження Фаградальсф'ядль. Загалом за добу, автоматична система метеорологічної служби Ісландії зафіксувала близько 700 землетрусів на півострові Рейк'янес, більшість з них сталися на північ від Гріндавіка і поблизу Фаградальсф'ятля.
Від кінця жовтня, метеорологічна служба Ісландії зафіксувала понад 20 тисяч підземних поштовхів, а протягом доби 9 листопада їх було близько 1400. Найсильніший землетрус магнітудою 5,0 балів (за шкалою Ріхтера) було зафіксовано вночі проти 9 листопада 2023 року. 11 листопада 2023 року, згідно повідомлення AFP, в Ісландії було оголошено надзвичайну ситуацію через серію землетрусів на південному заході країни. Влада вважає, що можуть статися нові та більш потужні землетруси, а також виверження вулкана.
19 грудня, близько 21:00 (за місцевим часом), вдруге за рік, на півострові Рейк'янес, після кількох сильних землетрусів почалося виверження вулкана. Магнітуда землетрусу при цьому досягала 4,2 балів (за шкалою Ріхтера).

### 2024
22 серпня, на південному заході Ісландії після серії сильних землетрусів сталося нове виверження вулкана Сундхнукур, який у грудні 2023 року прокинувся після 800 років бездіяльності. За даними ісландського метеорологічного бюро, виверження відбулося в кратерному ряду Сундхнукар на схід від гори Сілінгафетль, у вулканічній системі, яка не має центрального кратера, але вивергається, утворюючи гігантські тріщини у землі. Загальна довжина тріщини склала близько 3,9 км, але приблизно за 40 хвилин вона розширилася ще на 1,5 км.